# Gilbert Bilezikian
Gilbert Bilezikian (* 26. Juni 1927 in Paris) ist ein französisch-amerikanischer Baptistenpastor und Autor. Er war Theologieprofessor am Wheaton College bei Chicago und Lehrer und Mentor von Bill Hybels. Bilezikian war Mitbegründer der Willow Creek Community Church in South Barrington bei Chicago, Illinois.

## Leben

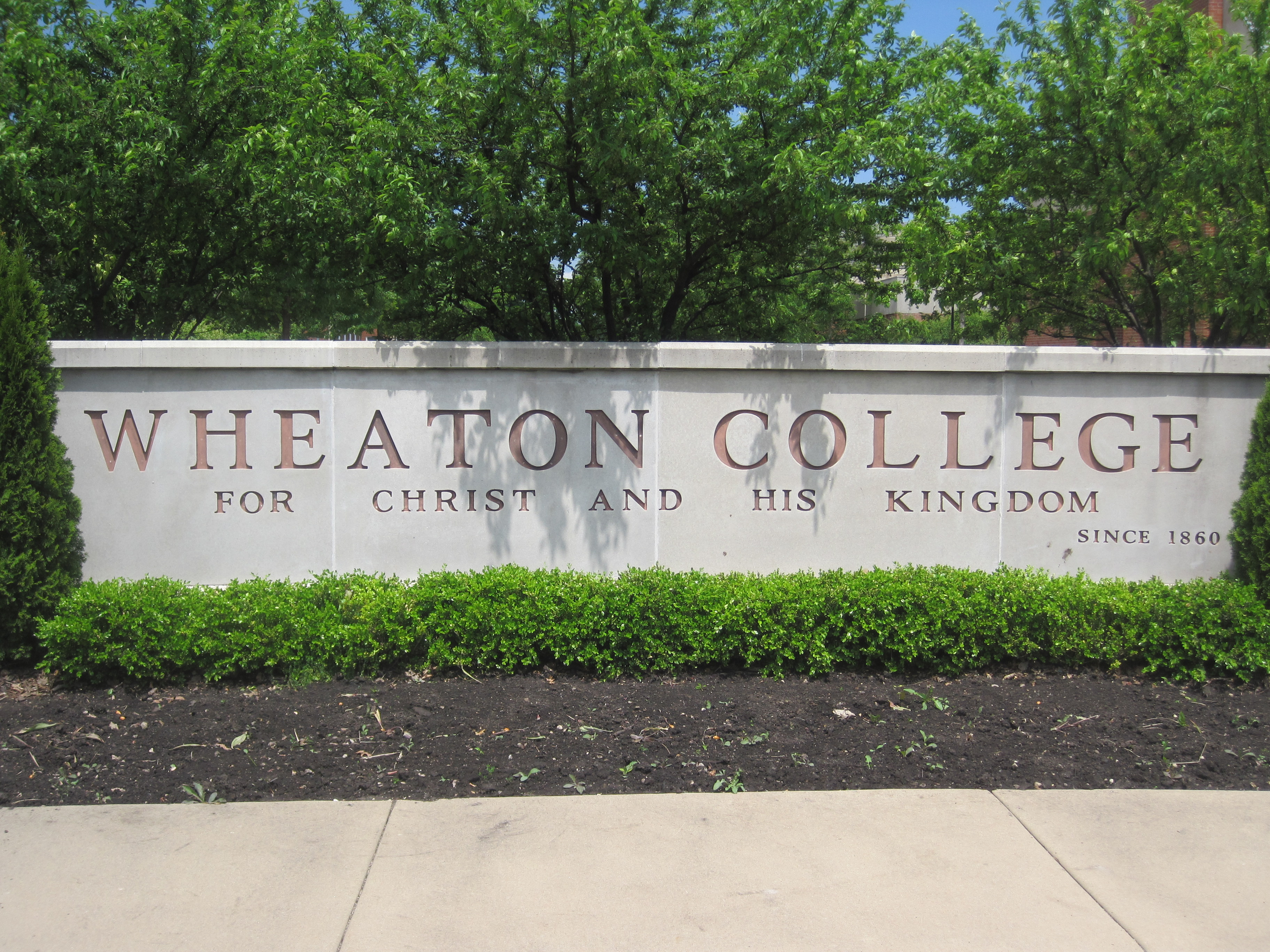
Wheaton College: Hier wirkte Bilezikian von 1973 bis 1992 als Professor

Gilbert Bilezikian wuchs als Kind armenischer Flüchtlinge in Paris auf. Sein Großvater mütterlicherseits war der Pastor Garabed Kupelian, der 1909 bei Adana ermordet wurde. Seine Mutter verstarb, als er noch klein war. Sein Vater meldete ihn in der Sonntagsschule der kleinen protestantischen Chapelle-Milton-Gemeinde im 11. Pariser Arrondissement an. Sie wurde von einer gewissen Madame Talent geleitet. Dort erhielt er während des Zweiten Weltkrieges Essen, Zuwendung, aber auch eine Beziehung zum christlichen Glauben.
Bilezikian wurde nach dem Zweiten Weltkrieg in die französische Armee eingezogen, wo er während des algerischen Befreiungskrieges (1954–1962) als Sanitäter in Nordafrika diente.
1947 reiste er erstmals in die Vereinigten Staaten. Bilezikian schloss sein Studium an der Pariser Universität mit dem Bachelor of Arts ab. Den theologischen Master-Titel erwarb er am Gordon-Conwell Theological Seminary in South Hamilton nördlich von Boston in Massachusetts. Anschließend promovierte er zum Doktor der Theologie an der Boston University. 1961 bis 1966 war er Pastor der Loudonville Community Church in Albany (New York). 1966 bis 1973 lehrte er in Paris am europäischen Bibelinstitut und war als Jugendpastor an der American Church in Paris tätig. Nebenbei besuchte Bilezikian Vorlesungen Oscar Cullmanns an der Sorbonne. Er unterbrach diese Tätigkeit 1968, um für drei Jahre die Präsidentschaft der Haigazian-Universität in Beirut zu übernehmen und die Hochschule zu modernisieren.
Bilezikan arbeitete 1972 beim Institute for Advanced Christian Studies. Von 1973 bis 1992 war er Professor für Neues Testament am Wheaton College bei Chicago. Zwischendurch unterrichtete er während zwei Jahren am Trinity College in Deerfield (Illinois). Er wurde von seinen Studenten oft Dr. B. genannt; einer seiner Studenten an diesem College war 1975 Bill Hybels. Der Professorentitel wurde ihm anfangs des Jahres 2020 nach mehrfachen Vorwürfen sexueller Belästigung vom Vorstand des Wheaton College aberkannt.
Er war ein Bibellehrer und ein Experte für Gemeindeaufbau, und er wurde 1992 emeritiert. Er predigte auch in vielen Kirchen der Armenian Evangelical Churches in den USA, Kanada, Australien, Libanon, Armenien, Belgien und Frankreich. Während dreier Semester lehrte er am theologischen Seminar dieser Kirche im armenischen Jerewan. Seit 1974 war er Prediger in dieser Kirche in Chicago am Palmsonntag.

## Privates
Gilbert Bilezikian ist verheiratet mit Maria. Das Ehepaar hat vier erwachsene Kinder und zwei Enkelkinder. Sie leben in Wheaton bei Chicago.

## Missbrauchsvorwürfe
Am 25. Januar 2020 machte Ann Lindberg, eine langjährige leitende Mitarbeiterin von Willow Creek Community Church, öffentlich bekannt, dass Bilezikian seine Position als Lehrer und Berater ihr gegenüber 1984 bis 1988 missbraucht und sie sexuell bedrängt und belästigt habe. Dieser Missbrauch war der Leitung der Kirche bekanntgeworden, seine ehrenamtlichen kirchlichen Tätigkeiten wurden zwar eingeschränkt, jedoch nicht ganz unterbunden.

## Auszeichnungen
- 1981 und 1992 wurde er am Wheaton College mit dem Titel Ältester Lehrer ausgezeichnet.
- Seine französische Übersetzung Solitaires ou solidaires la dimension communautaire de l'Église (Community 101, deutsch: Gemeinschaft 101) gewann den Prix Littéraire Evangélique 2001
- Sein Buch Sex Roles (deutsch: Geschlechterrollen) erhielt eine Auszeichnung der Zeitschrift Eternity

## Werke
Seine englischen Bücher erschienen bei Zondervan in Grand Rapids, sie wurden meistens in mehrere Sprachen übersetzt:
- Beyond sex roles. What the Bible Says about a Woman's Place in Church and Family. Interweave, St. Martin's Press 2006
  - Homme-femme, vers une autre relation. (französische Übersetzung)
- Christianity 101: Your guide to eight basic christian beliefs. Zondervan, Grand Rapids 1996
- Community 101: Reclaiming the Church as community of oneness. Zondervan, Grand Rapids 1997
  - De kerk als gemeenschap. (niederländische Übersetzung)
  - El lugar de la mujer en la Iglesia y la familia : lo que la Biblia dice (spanische Übersetzung)
  - Gemeinschaft: Gottes Vision für die Gemeinde. Willow Creek Edition, 2000, ISBN 978-3-89490-304-6 (Neuauflage bei Gerth-Medien 2005. ISBN 978-3-86591-064-6)
  - Solitaires ou solidaires la dimension communautaire de l'Église (französische Übersetzung)
- Élémentaire, mon cher Théo!
- The liberated Gospel: a comparison of the Gospel of Mark and Greek tragedy